# 大奧 (漫畫)
《大奥》是吉永史創作的日本漫畫作品。於少女漫畫雙月刊《MELODY》（白泉社）上連載。2009年獲得第十三回手塚治虫文化獎漫畫大獎，隔年獲小學館漫畫賞少女部門獎項。2021年完結。

## 故事簡介
日本关东地区一个小村庄中，一名少年在上山採松茸时被熊袭击。被带回家中时奄奄一息，不久后便断气。少年死后不久，其兄長、朋友和村民不断高烧，长满红疹因全身溃烂而死。随后，疫情很快蔓延开来，从邻村传染到邻村，接着传遍关东向关西蔓延。而且，只有年轻男子患病。
该病症状类似天花，所以又被称为“赤面痘疮”。因完全找不到治疗方法，便被当成一种可怕的常见疾病，在国家中生根。八十年后，男性人口锐减至女性的四分之一，再加上男婴存活率低下的原因，男性被视为传宗接代的宝贝，所有劳动粗活均由女性一手包办，而家业也由母亲传给女儿。
江户城中亦未能幸免，3代将军家光之后，将军一位也由女性继承。而大奥，便成为女性止步、坐拥三千美男的将军私人后宫。

## 各話概要

### 吉宗篇
贫穷武士家的长子，水野祐之進，喜欢青梅竹马的药材批发商的继承人阿信，但因身份地位的不同而不能结合，故决定进入大奥谋份差事。水野進入大奥后不久，年仅七岁的第七代将军家繼去世，纪州德川吉宗继任为八代将军。吉宗上任後迅速罢免了先代将军的所有侧用人，推行简朴节约的政治主张。
水野被御年寄藤波提升为御中臈。在八代将军第一次踏入大奥的早礼上，水野如藤波所料的被吉宗看上，被定为将军的“内证之方”。而“内证之方”因被认为是伤害将军处子之身的大罪人，因此會在侍寝完毕的十日后秘密处以斩刑。吉宗在知道水野即将處死以及其有心上人的事实后，在处决执行当天使计将水野救出并让其离开大奥。
吉宗在继任将军一位之前，即对“女性拥有‘男名’和‘女名’两个名字并在继承家业时使用‘男名’”一事抱有疑问，故访问了自三代将军家光时便在大奥中担任御右笔主笔村濑，自此揭開由女將軍繼承之秘。

#### 登场人物
水野祐之進
聲優：關智一
贫穷旗本 家的儿子。为前来借种的女性免费提供精子的美男子。喜欢青梅竹马的阿信，却因两人之间的身份差距而死心。在大奥中，被称呼为“水野”。初入大奥时，被分配到御三间，后被提升为御中臈。和吉宗初次见面后，被定为“内证之方”。後被吉宗使計救出並離開大奧，改名為進吉的町人，和青梅竹馬阿信再次相會。目前白日協助阿信的生意，晚上加入吉宗新建立的江戶火消組，執行防火任務。
阿信
聲優：佐藤美由希
水野的青梅竹马，药材批发商田嶋屋的女性继承人。喜欢水野祐之進。
松岛
聲優：中村悠一
大奥御中臈。
藤波
聲優：神奈延年
大奥总取缔、御年寄之首。将水野提升为御中臈的目的是……？
杉下
聲優：木島隆一
御三间。随着水野被提拔晋升至御广座敷。在大奥中待了十余年。
副岛
聲優：伊藤健太郎
御三间。在水野刚入大奥时，联合他人欺侮水野，在水野晋升为御中臈后，转而对其态度谄媚。
鹤岡
聲優：永塚拓馬
表使。得松岛喜爱的青年，剑道高手。
德川吉宗
聲優：小林沙苗
就任八代将军的女性。家中第三女，生性俭朴，继任将军前只着棉制外褂。女名为“信”。
間部詮房
聲優：青木瑠璃子
六代将军家宣的侧用人。因给俭朴节约的吉宗准备了奢华的和服而被吉宗做為藉口革职。
加纳久通
聲優：本田貴子
在纪州时即为吉宗左右手的女性，御用取次。女名为“蜜”。
垣添
聲優：村瀨步
服务于吴服间，抽签得到为水野缝制裃服 的职务。
柏木
聲優：古川慎
御中臈。在众位御中臈中最为出色，是最被看好的侧室人选。得藤波喜爱。
三郎左
聲優：小西克幸
实际职位是御庭番。平日待在吴服间。
村瀬正資
聲優：飛田展男
御右笔。97岁。在春日局的命令下留在大奥中，执笔大奥日志《沒日錄》。

### 家光篇
江户城中，春日局因三代将军德川家光患“赤面痘疮”未留下继承人便死去而感到绝望。为防止已迎来太平的世间重返战国乱世，春日局将死去的家光遺體伪装成其子稻叶正胜之屍首。家光的长女千惠代替父亲入主江户城成为延续德川家血脉的存在。
家光去世六年后，出任庆光院新院主的万里小路有功因继任致意而来到江户城谒见将军。被春日局看中而被强迫还俗成为家光的小姓。成功蓄发后的有功见到的将军却是位少女。

#### 登场人物
德川家光
不受生母寵愛，由乳娘春日局撫養，十分厭惡春日局安排的大奧女性伺候，認為女人們都是為爭權奪利而來，嗣後罹患赤面痘疮于31岁病亡。生前一次夜遊時強暴民女阿彩，生下千惠後，被其拒認為女兒，不給予任何名份。但因陪同其出遊的正勝證實千惠的身世，所以千惠母女一直在春日局安排下隱居民間，直至家光逝世。
春日局
德川家光的乳娘，在家光死后安排家光的私生女千惠暂任将军一职。本來，將軍死前未留繼任人時，應由家老們自御三家中選出新任將軍；但春日局為了避免世局動盪，也為了一己私心，不願家光血脈以外的人繼任，才會強逼千惠女扮男裝，寄望其生出男性的將軍繼任人。
然而，千惠先後只誕下4個女兒（長女夭折），沒有其所期望的男性繼承人，家光血脈（德川宗家）至七代將軍家繼死亡後斷絕。在她死後，千惠回復女兒身及公開身份（家光之女），開創女將軍執政的時代。
万里小路有功
公家万里小路有纯家的三男。有感於平民百姓的困苦生活而出家，但在面見將軍後被强迫还俗留在大奥。千惠称其为“阿万”，在春日局去世后受春日局之託掌管大奥。氣質高雅，溫柔良善，是千惠唯一愛過的男性，也備受大奧成員敬重，但自己卻患有不孕症。
玉荣
父母双亡，被有功收留。随有功一起留在大奥，千惠称其为“阿玉”，因為有功無法使千惠懷孕，在有功的拜托下成为千惠的御中臈，代替有功生子。玉榮與千惠的女兒即為五代將軍綱吉。
千惠/德川家光
家光死后，伪装成三代将军的少女。家光和阿彩的女儿。唾棄自己生為父親替身，被強迫女扮男裝，又被強暴生出死胎的命運，脾氣暴戾。春日局設局逼迫有功還俗進入大奧後，千惠與有功互相深愛，也從單純的替身開始展示治國的才能，轉為考慮天下人心情的優秀將軍。春日局死後，千惠回復女裝，正式宣告女性治國時代來臨。
稻叶正胜
春日局的長子。在家光死后成为家光的影武者 。春日局去世后，有功予其职位表使。
村濑正资
在大奥中负责照顾有功的起居生活。春日局在弥留之际交代其记录《沒日錄》。在春日局去世后，有功予其职位御右笔。
阿彩
江戶民女，20岁时，於夜間被家光夜袭而怀孕并生下千惠。
胜田赖秀·和田正隆·角南重乡
御中臈。
泽村传右卫门
剑术指南役。
捨藏
因有功无法令千惠怀孕，被春日局找来的和有功长相酷似的御中臈。千惠称其为“阿乐”。令千惠诞下千代姬后摔伤，后感染赤面痘疮病亡，女兒托付給有功撫養。捨藏之女即為四代將軍家綱。
沟口左京
基于和捨藏同样的原因，被春日局找来的御中臈。千惠称其为“阿夏”。左京的孫女家宣為德川第六代將軍。

### 家綱篇
家光死后，家綱继承将军一位。留在大奧的有功和其他近臣的尽力扶持，社会逐步稳定。家綱14岁的时候，从宫中提出亲事…。

#### 登场人物
德川家綱／千代姫
4代将軍。对政治完全不感兴趣，比较喜欢能乐、诗词等。母亲是家光，父亲是和万里小路有功长相一样的阿乐，个性随和，对有功言听计从，其实是喜欢有功的，最后向有功告白，但是被有功拒绝了。振袖大火之後，有功向家綱請求從大奧辭退，家綱無奈的讓有功離開，之後招皇族淺宮顯房為御台所，但直至41歲逝世都未生下子嗣。
万里小路有功／阿万之方
大奧總取締。家綱的抚养人。作为家光死后的大奥总取缔被周围人信赖。
保科正之
二代將軍秀忠之女、三代將軍家光的妹妹、女將軍家光的姑母，在漫畫中由於女將軍家光承繼父親家光的身分與將軍(等於輩分低了一輩），再加上男女顛倒的世界觀，因此為四代將軍家綱的大叔母。（以實際上的輩分應該是姨祖母）
矢島局
家綱的乳母。第三卷中不愿照顾生病的春日局的傲慢女性。在第四卷里因年长而獨自在大奥長局中默默生活。江戶城火災时随家綱一起出逃。
花房
御右筆。
倉持
家綱的「内証之方」，後被處死，遺族獲得一筆豐厚的撫卹。

### 綱吉篇
男性关系开放的将军綱吉，与侧室的传兵卫生有一个女儿。对此很不满的御台所鷹司信平，自京都迎来作为侧室候选的右卫门佐。可是右卫门佐的实际年龄为35岁，是不能为将军侍寝的。日后，头脑十分精明的右卫门佐成为繼有功以来一直空缺的大奥总取缔。 

#### 登场人物
德川綱吉／徳子
5代将軍。与男性关系复杂、溺愛女儿松姫。因松姫的突然病死而发布惡名昭彰的生物怜悯之令。
拥有天真可爱的美貌，丰满的肢体，性格软弱、坦率、奢侈，不过，拥有伶俐的头脑，也有能幹的一面。
在位前期由於母親和姐姐留下的能臣眾多，政局平穩，但後期天災頻仍，缺乏人手，疊上沒生下松姬以外的繼承人這最後一根稻草，為時人所痛罵，自身也開始自暴自棄。
八代將軍吉宗曾晉見過中年的她，感嘆過很多次旁人對這位5代將軍的印象。
柳澤吉保／阿原
綱吉的心腹，綱吉十分依赖她，綱吉一生的化妝都是由她一手包办。
是位非常漂亮的美女、与桂昌院有着肉體関係，被幼年的綱吉看到後，对綱吉的解释是因为这样才能留在綱吉的身边，也造成鋼吉疑心病重，不肯輕易敞開心扉的扭曲性格。
右衛門佐／水無瀨継仁
貧穷公家出身的御中臈。在京都的时候为了家族过着每天向女人卖身体的日子。
是会使人想起有功的美男子。
秋本
信平的御中臈、担任右衛門佐的部屋子。号称是为了籌措購買眼鏡的資金而进入大奥，實際上是因為和自己的親妹發生男女關係後，为了拒绝另外的婚事而进入大奥。
桂昌院
綱吉的父亲，以前是玉栄（曾经跟随有功的孩子，小时候被某高僧预言有帝王之父的命运，最后由有功引荐成为家光的侧室，在家光死后剃度）。因为之前在家光时代为了保护有功而杀死家光给有功的猫，所以当松姬死后怪罪自己，让綱吉颁布生物怜悯之令。不喜欢信平、曾经是伝兵衛这边的，但是因为松姬之死而想方设法让綱吉继续怀孕。
鷹司信平
綱吉的正室。公家出身。
小谷傳兵衞
綱吉的側室、松姫的父亲。当初因为看到哭泣的綱吉，而从黑锄者成为了侧室。性格说好的话是善良，反之则是头脑简单。
牧野邦久／阿久里
綱吉的心腹・牧野成貞的丈夫。曾和館林藩主時代的綱吉関係親密，綱及所給他的女名是阿久里。
綱吉由于访问了牧野邸而再次（被綱吉半强制式的）发生关系，不过身体逐渐衰弱而病死。后嗣儿子贞安之後也進入大奧，但不久亦病逝。
松姫
綱吉的女儿。5歳的那年因病去世。
吉良上野介
大名。在松之廊下被浅野用刀划伤额头。
浅野内匠頭
成为了元祿赤穗事件的发端的人物，因綱吉愤怒「斬殺無能反抗的老人」，命其切腹自殺。
赤穂浪士
冲进吉良家讨伐割下吉良的头的浅野的遺臣。以城代家老大石内蔵助为首、男子42名、女子5名。平均年齢为16－18歳。
因為過於衝動，兼有對女性不敬之嫌，最后全數被綱吉命令切腹自杀。

### 家宣、家繼篇
废止了生类怜悯令的六代将军家宣，仅仅做了三年将军就撒手人寰。嫡女七代将军家繼，是一个体弱多病的五岁的孩子，在内依赖生父月光院，在外仰仗侧用人间部诠房。此时的江户，处处是“正德之治”的歌舞升平。然而，围绕着下任将军的人选，一场阴谋正在展开……

#### 登场人物
德川家宣
六代将军，甲府宰相德川綱重的长女，三代将军德川家光侧室阿夏的孙女。
德川家繼
五岁登基的七代将军，体弱多病。
生父是月光院（左京），政治上依赖于侧用人间部诠房和新井白石，視間部為母親的替身。
聰穎，但身體比母親更差，沒被下毒
间部诠房
幕府将军德川家宣、家继的近侍，侧用人。
美貌過人，說話的方式和態度亦如她的美麗一樣恣意，雖然很能幹，卻得罪過不少政壇前輩。
出身卑微，受家宣賞識成為其隨從，才一步步爬上崇高的地位，因此非常愛戴家宣，忠心得近乎盲目。家宣停止呼吸的時候，若沒有月光院阻攔，差點為之殉死。
在家宣去世后成为幕府的实际掌权者，權力之盛甚至能隨意進出大奧。
家繼生病後支持尾张藩主的德川繼友成为下一代将军。在江岛生岛事件中受到很大打击，但是依然保住了侧用人的位置。
8代吉宗任將軍以後，沒多久便藉故將她解任，其權力轉移至加納久通身上。但和其出身相仿的田沼意次比較，算是得到善終，回封地隱居至身亡。
月光院／左京
家宣侧室。原名左京，是个美男子，被间部诠房选中进入大奥，曾和生母育有两子。家宣去世后出家，法号月光院。爱慕着间部诠房，支持她的政治主张。在江岛生岛事件中，为了保住江岛的性命主动与天英院妥协，淡出了政治舞台。
江岛／繪島
月光院的近侍，家宣死后成为大奥总管。身体魁梧相貌粗陋，然而很受下人的爱戴。
因为江岛生岛事件被流放，在软禁中去世。
天英院／国熙
家宣御台所。原名近卫国熙，公家出身，家宣去世后出家，法号天英院。支持纪州藩主德川吉宗成为下一代将军。平和的外表下其实是个政治手段很高的人。
藤波
天英院的近侍。在江岛被流放后成为大奥总管。
生島新五郎
歌舞伎藝人，因为江岛生岛事件被流放，最后回到江户，在江户去世
德川吉通
尾张藩主，原本有希望成为下一任将军，因食物中毒而死。
德川吉宗
纪州藩主，德川光贞的三女，在江岛生岛事件后成为毫无争议的下任将军。

### 吉宗篇 - 沒日錄閱畢
閱讀完沒日錄後，吉宗認知到世界上並不是每個國家的男人都遭受赤面疱瘡的威脅，相反地只有目前的日本才是由女人當政的。向來對外交政策採開明態度，意欲對外發展經貿的吉宗，驚覺貿然開國只會加速日本亡於他國之手。另一方面，即使上任後吉宗本身力行簡樸，但農作連年歉收，導致銀幣升值、金價大亂。江戶的商人們拒絕配合幕府訂定的匯率政策，集體罷市。在內外交迫的情形下，吉宗的長女誕生了，本來應該是可喜可賀的繼承人出世，卻將成為吉宗畢生最大的夢魘之一...

### 登場人物
德川吉宗
德川幕府第八代將軍，知道赤面疱瘡是日本特有的風土病後，密令小石川養生所進行根治赤面疱瘡的研究。在位期間意圖強勢控制米價，雖然受人民愛戴，但在商人的抵抗之下導致經濟改革並不成功。由於長女天生疾病，並無將軍應有的儀態，常被進諫要求改嫡。在遵循長幼之序，傳位給長女為九代將軍後，便深居中奧，稱號為大御所，仍然擁有實質上的政治影響力。
德川家重
幕府第九代將軍。天生身體殘缺，平時說話都很難讓人聽懂，連大小便都難以控制，其實是相當聰明且富有同情心的將軍。由於時常被家臣恥笑看輕，承接吉宗政權的壓力過大，是故縱情酒色，將政要之事全委託給大御所吉宗與各家老們。因為米價無論漲跌都會有人不幸，導致其對政治絕望、冷感，在歷史上也被記載為一個無能的將軍。
田沼意次
本名龍，九代家重將軍的小姓，在將軍繼位後成為最被倚重的側用人。由於家重親自執政有困難，是故從政事到面對大奧的雜事，都由意次親自打理。因在與吉宗閒聊時，無意間提出自己對稅制改革的意見，深獲吉宗賞識。吉宗死前，除了要求意次繼續輔佐德川家之外，也將赤面庖瘡的根治任務秘密交付與她。
積極引入荷蘭傳入的西方醫學及任用男性西醫師（除了有荷蘭混血的青沼之外，其他皆為日本人），並大擔在大奧採用及推行人瘡接種的方案，即把輕症患者的庖瘡植入未曾患上赤面庖瘡的男性身上，使他們獲得抗體免疫。後來在官僚貴族和民間也鼓勵男童盡早接種，卻因人瘡接種的高風險意外發生併發症，導致名門子弟死亡。加上長期身居高位，接連輔佐兩任將軍，任用男性西醫使保守派和旁系宗親不滿。
在十代家治將軍被德川治濟（十一代家濟男將軍之母）秘密毒殺後，壯志未成便失勢，背上許多被誣告的罪名（例如禍亂大奧後宮和男性通姦），沒收財產，被趕回家鄉鬱鬱而終。連帶西醫之首青沼以一力承擔接種死亡和醫治將軍不力的罪名被處死，弟子及同僚被趕出大奧，禁止西方醫學及知識在權貴之間傳播。
加納久通
本名阿蜜，吉宗最倚重的親臣，懷抱對吉宗強大的忠誠，在溫厚親人的外表下隱藏無比沉重的機心。為了讓身為紀州藩三女，繼位將軍可能性微渺的吉宗登上將軍之位，久通秘密進行了某些不可告人的任務，也決心背負這些秘密直到死去...
衫下
在吉宗時期為御中葛“內證之方”水野的侍從，在水野執行完內證之方任務，依大奧法度被問斬（真相是被吉宗釋放）後，因為吉宗解雇大量年輕男官，在缺乏人手的情形下被提拔為御中葛。本身沒有生育能力，也因年紀超過三十五而無法侍寢，但深受吉宗信任。照料吉宗的女兒們，就如同父親的角色，隨後也接任大奧總管一職。衫下死後，吉宗令其以側室身分下葬。

## 社会风俗

### 家光时代
- 直到江户初期，日本的男女结构比例都很正常。但从家光时代开始，随着赤面痘疮的蔓延男性锐减，女性开始从事农活、耕种土地。
- 一个家庭中有一个儿子平安成年已是侥幸，不光是平民百姓家，各大名也为没有继承人而烦恼。幕府决定借这个机会来瓦解各个大名的威胁。

### 吉宗时代
- 男性被视为传宗接代的宝贝，所有劳动粗活都由女性一手包办。家业也是由母传女。
- 贫穷女子没有钱供养丈夫，只能到花街买春借种。
- 招赘成了武士、富商、村长等权贵才能享有的特权。
- 继承家业的女性在继承时必须另取男名担任公职。

### 家齊时代至明治維新
- 初年因家齊之母德川治濟為免自己承擔生育之苦，把兒子立為男將軍，大奧再次逆轉為女性的後宮，子嗣多達50人以上，男性只能在中奧工作，但執政大權仍在將軍母親治濟及女性官僚手上。同時因德川治濟排除異己，毒藥暗殺不斷，一度盛行的蘭學（荷蘭傳入西方學術知識，包括醫學）遭到禁止，子嗣死亡率多達一半。
- 因十一代家齊男將軍幼年時受田沼的仁政推行得益免疫赤面疱瘡及對西方知識深感興趣，也希望其眾多孩子及國民能免受赤面疱瘡痛苦，提升男性勞動人口，以求未來解除鎖國政策及對抗外國勢；成年後極力排除母親治濟干政，重新尋回昔日被被趕出大奧的西醫們，並得知他們仍保留西方醫學書籍及技術，參考牛痘接種免疫天花的個案，在民間秘密尋到赤面庖瘡的源頭（野生紅熊抓傷人類後傳染）及根治方法--熊痘接種後，以強硬手段排除所有保守派政敵，不昔接種死亡個案及幕府財政赤字，仍在各地建立熊牧場及接種疫所，強制全國男性接種，令赤面疱瘡止息。
- 全國男女地位也因男性勞動人口上升，鼓勵婚姻生育和男性繼承權下，再次逆轉，逐漸回歸三代將軍之前的父權社會，官僚也漸漸改由男性擔任。
- 西方學術書籍引入政府及民間學堂，醫師也因熊痘接種的成功開始積極學習西醫技術。直至明治維新，解除鎖國政策後，不少年青人也前往西方學習。
- 晚年時期，因考慮到身為男將軍的自己和長子（十二代家慶將軍）生育過多子女，造成財務困難，把孫女祥子立為十三代家定將軍，以減少生育率，並接納女性官僚為孫女的輔助，大奧回歸三代家光將軍（千惠）時期的男女共治，直至明治維新。
- 為免外國勢力窺探到男性人數曾經大幅減少、軍力弱勢的真相，家齊將軍下令把赤面庖瘡和女性執政的歷史封存，僅留民間傳言。因歷代將軍皆擁有男性名字，天璋院（家定將軍/祥子的正室丈夫）的照片也以替身代為拍攝，後世也遺忘男女逆轉時代的大奧。

## 大奥内官职

### 御目见以上
御目见以上细分为上臈御年寄、御年寄、御客应答、中年寄、御中臈、御小姓、御锭口等等。具有配刀资格。
御中臈
负责照料将军和御台所的一切事物，而能蒙受将军临幸的御中臈则称为“御手付”，很有可能被选为侧室夫人。
有专属的房间和随从，随从将他们视为房间的主人，因此又尊称其为“主子”。
在吉宗篇中，除了新晋升的水野外，还有花房、松岛、柏木、铃木、白河、真行寺、濑川七名御中臈。
没有年龄限制，但都是出身高尚、品行纯良的年轻男子。
表使
负责采购所有大奥需要的日用品。
御锭口
负责看守表御殿 和大奥边境值勤室。

### 御目见以下
御三间
御目见以下的最高阶级，只有旗本以上的子弟才有资格担任。工作内容为打扫御目见以上的居所并照料他们的生活琐事。
吴服间
负责大奥所需的全部衣物。
御半下
负责打杂和跑腿。是御目见以下的最低阶级，虽然地位很低但都是富商子弟。

### 其他
御用取次
吉宗废除侧用人后，新设立的官职。
内证之方
第一个服侍未婚将军的男子，除了在将军初夜担任引导之职，同时还是伤害将军处子之身的罪人。在侍寝完毕的十日后，会被私下处以斩刑。是第三代將軍家光公（千惠）制訂的大奧律法，源自她在未婚前慘遭強暴的經歷。
御右笔
负责所有大奥往来文书。

## 出版書籍
| 冊數 | 白泉社         | 白泉社                                                  | 尖端出版社     | 尖端出版社             | 世纪文景   | 世纪文景               |
| 冊數 | 發售日期       | ISBN                                                    | 發售日期       | EAN／ISBN              | 發售日期   | ISBN                   |
| ---- | -------------- | ------------------------------------------------------- | -------------- | ---------------------- | ---------- | ---------------------- |
| 1    | 2005年10月4日  | ISBN 978-4-592-14301-7                                  | 2007年2月15日  | EAN 471-7702-20517-1   | 2023年11月 | ISBN 978-7-208-18340-7 |
| 2    | 2006年12月4日  | ISBN 978-4-592-14302-4                                  | 2007年9月10日  | EAN 471-7702-21435-7   | 2023年11月 | ISBN 978-7-208-18340-7 |
| 3    | 2007年12月25日 | ISBN 978-4-592-14303-1                                  | 2008年4月14日  | EAN 471-7702-21685-6   | 2023年11月 | ISBN 978-7-208-18340-7 |
| 4    | 2008年12月24日 | ISBN 978-4-592-14304-8                                  | 2009年11月20日 | EAN 471-7702-22938-2   | 2023年11月 | ISBN 978-7-208-18340-7 |
| 5    | 2009年10月5日  | ISBN 978-4-592-14305-5                                  | 2010年10月12日 | EAN 471-7702-23007-4   | 2023年11月 | ISBN 978-7-208-18340-7 |
| 6    | 2010年8月28日  | ISBN 978-4-592-14306-2                                  | 2011年1月3日   | EAN 471-7702-23672-4   | 2023年11月 | ISBN 978-7-208-18340-7 |
| 7    | 2011年6月28日  | ISBN 978-4-592-14307-9                                  | 2013年6月19日  | EAN 471-7702-24205-3   | 2024年9月  | ISBN 978-7-208-18934-8 |
| 8    | 2012年9月28日  | ISBN 978-4-592-14308-6                                  | 2014年4月3日   | EAN 471-7702-25998-3   | 2024年9月  | ISBN 978-7-208-18934-8 |
| 9    | 2012年12月3日  | ISBN 978-4-592-14309-3                                  | 2014年9月16日  | EAN 471-7702-26273-0   | 2024年9月  | ISBN 978-7-208-18934-8 |
| 10   | 2013年10月28日 | ISBN 978-4-592-14310-9                                  | 2015年6月16日  | EAN 471-7702-26439-0   | 2024年9月  | ISBN 978-7-208-18934-8 |
| 11   | 2014年8月28日  | ISBN 978-4-592-14545-5                                  | 2016年4月22日  | ISBN 978-957-106-570-0 | 2024年9月  | ISBN 978-7-208-18934-8 |
| 12   | 2015年6月26日  | ISBN 978-4-592-14546-2                                  | 2016年9月30日  | ISBN 978-957-106-911-1 | 2024年9月  | ISBN 978-7-208-18934-8 |
| 13   | 2016年4月28日  | ISBN 978-4-592-14547-9                                  | 2017年4月14日  | ISBN 978-957-107-336-1 |            | ISBN 978-7-208-19684-1 |
| 14   | 2017年2月28日  | ISBN 978-4-592-14548-6                                  | 2017年12月8日  | ISBN 978-957-107-855-7 |            | ISBN 978-7-208-19684-1 |
| 15   | 2017年12月28日 | ISBN 978-4-592-14549-3                                  | 2019年2月27日  | ISBN 978-957-108-480-0 |            | ISBN 978-7-208-19684-1 |
| 16   | 2018年10月29日 | ISBN 978-4-592-16276-6                                  | 2020年9月10日  | ISBN 978-957-109-100-6 |            | ISBN 978-7-208-19684-1 |
| 17   | 2019年8月28日  | ISBN 978-4-592-16277-3                                  | 2021年1月29日  | ISBN 978-957-109-278-2 |            | ISBN 978-7-208-19684-1 |
| 18   | 2020年6月26日  | ISBN 978-4-592-16278-0                                  | 2022年12月19日 | ISBN 9786263387935     |            | ISBN 978-7-208-19684-1 |
| 19   | 2021年2月26日  | ISBN 978-4-592-16279-7 ISBN 978-4-592-16280-3（特裝版） |                |                        |            | ISBN 978-7-208-19684-1 |

### 相關書籍
よしながふみ、男女逆転「大奥」製作委員会《映画＆原作「大奥」公式ガイドブック -大奥細見-》
2010年8月28日發售、ISBN 978-4-592-14800-5（白泉社〈JETS COMICS〉）

## 獲獎
- 2009年第十三回手塚治虫文化獎漫畫大獎
- 2010年小學館漫畫賞少女部門獎項
- 2022年日本SF大賞[7]

## 改編作品

### 網路動畫
由Netflix企劃、製作的同名動畫於2023年6月29日播出，共10集。

## 外部連結
- 白泉社大奧專題網頁 （页面存档备份，存于）（日語）
- 白泉社オンライン（日語）